# 波士尼亞克拉伊納塞爾維亞人自治州
波士尼亞克拉伊納塞爾維亞人自治州是波士尼亞與赫塞哥維納國內的一個塞爾維亞人自治州。首府位於巴尼亞盧卡。自治州成立於1991年。波士尼亞克拉伊納塞爾維亞人自治州後來被併入塞族共和國。